# Martinci
Martinci is een plaats in de gemeente Buzet in de Kroatische provincie Istrië. De plaats telt 22 inwoners (2001).